# 越南共和國第25步兵師
第25師是隸屬於越南共和國陸軍（南越陸軍）第3軍的一支師級步兵戰鬥單位，責任轄區包含首都西貢市及周邊地區。
該師的總部位於纠支郡城中心西部。